# Bougainvillia carolinensis
Bougainvillia carolinensis är en nässeldjursart som först beskrevs av Edward McCrady 1859.  Bougainvillia carolinensis ingår i släktet Bougainvillia och familjen Bougainvilliidae. Inga underarter finns listade i Catalogue of Life.